# Groß Quenstedt
Groß Quenstedt è un comune tedesco di 869 abitanti situato nel land della Sassonia-Anhalt.